# 赛劳夫
赛劳夫是德国巴伐利亚州的一个市镇。总面积13.82平方公里，总人口3581人，其中男性1771人，女性1810人（2011年12月31日），人口密度259人/平方公里。